# Championnats d'Amérique du Nord de patinage artistique 1939
Navigation
Édition précédente Édition suivante
Les 9e championnats d'Amérique du Nord de patinage artistique ont lieu les 3 et 4 février 1939 à Toronto dans la province de l'Ontario au Canada. C'est la deuxième fois que Toronto organise les championnats nord-américains après l'édition de 1927.
Quatre épreuves y sont organisées: messieurs, dames, couples artistiques et quartettes.
Montgomery Wilson remporte son sixième et dernier titre consécutif chez les Messieurs.

## Podiums
| Épreuves                       | Or                                                               | Argent                                                          | Bronze                                                            |
| ------------------------------ | ---------------------------------------------------------------- | --------------------------------------------------------------- | ----------------------------------------------------------------- |
| Messieurs résultats détaillés  | Montgomery Wilson                                                | Robin Lee                                                       | Ralph McCreath                                                    |
| Dames résultats détaillés      | Mary Rose Thacker                                                | Joan Tozzer                                                     | Norah McCarthy                                                    |
| Couples résultats détaillés    | Joan Tozzer / Bernard Fox                                        | Norah McCarthy / Ralph McCreath                                 | Aidrie Cruikshank / Donald Cruikshank                             |
| Quartettes résultats détaillés | Dorothy Caley / Hazel Caley / Ralph McCreath / Montgomery Wilson | Gillian Watson / Ruth Hall / Sandy McKechnie / Donald Gilchrist | Nettie Prantel / Marjorie Parker / Joseph Savage / George Boltres |

## Tableau des médailles
| Rang  | Nation     | Or | Argent | Bronze | Total |
| ----- | ---------- | -- | ------ | ------ | ----- |
| 1     | Canada     | 3  | 2      | 3      | 8     |
| 2     | États-Unis | 1  | 2      | 1      | 4     |
| Total | Total      | 4  | 4      | 4      | 12    |

## Détails des compétitions

### Messieurs
| Rang | Nom               | Pays       |
| ---- | ----------------- | ---------- |
| 1    | Montgomery Wilson | Canada     |
| 2    | Robin Lee         | États-Unis |
| 3    | Ralph McCreath    | Canada     |
| 4    | Ollie Haupt Jr.   | États-Unis |
| 5    | Eugene Turner     | États-Unis |
| 6    | Jack Vigeon       | Canada     |

### Dames
| Rang | Nom               | Pays       |
| ---- | ----------------- | ---------- |
| 1    | Mary Rose Thacker | Canada     |
| 2    | Joan Tozzer       | États-Unis |
| 3    | Norah McCarthy    | Canada     |
| 4    | Audrey Peppe      | États-Unis |
| 5    | Eleanor O'Meara   | Canada     |
| 6    | Dorothy Caley     | Canada     |
| 7    | Polly Blodgett    | États-Unis |
| 8    | Charlotte Walther | États-Unis |

### Couples
| Rang | Nom                                          | Pays       |
| ---- | -------------------------------------------- | ---------- |
| 1    | Joan Tozzer / Bernard Fox                    | États-Unis |
| 2    | Norah McCarthy / Ralph McCreath              | Canada     |
| 3    | Aidrie Cruikshank / Donald Cruikshank        | Canada     |
| 4    | Annah McKaig / William Penn Gaskell Hall III | États-Unis |

### Quartettes
| Rang | Nom                                                                   | Pays       |
| ---- | --------------------------------------------------------------------- | ---------- |
| 1    | Dorothy Caley / Hazel Caley / Ralph McCreath / Montgomery Wilson      | Canada     |
| 2    | Gillian Watson / Ruth Hall / Sandy McKechnie / Donald Gilchrist       | Canada     |
| 3    | Nettie Prantel / Marjorie Parker / Joseph Savage / George Boltres     | États-Unis |
| 4    | Aidrie Cruikshank / Naomi Slater / Donald Cruikshank / Robert Surtees | Canada     |